# Nungua
Nungua – miasto w Ghanie, w regionie Greater Accra. Według danych szacunkowych na rok 2007 liczy 75 622 mieszkańców. Ośrodek przemysłowy.